# Ma pháp thiếu nữ Madoka Magica
Mahō Shōjo Madoka ☆ Magica (魔法少女まどか☆マギカ Ma pháp thiếu nữ Madoka Magica) (viết tắt là Madoka Magica) là loạt anime truyền hình năm 2011 do Magica Quartet sáng tạo và Shaft vẽ hoạt hình. Bộ phim kể về 1 nhóm nữ sinh trung học với nhân vật trung tâm là Kaname Madoka, họ đã lập khế ước với sinh vật kỳ lạ Kyubey để trở thành ma pháp thiếu nữ (mahō shōjo) nhằm đạt được ước nguyện của mình, đổi lại họ phải chiến đấu chống lại những ma nữ (majo) đang đe đọa thành phố. Sau khi trải qua nhiều trận chiến với ma nữ, họ dần hiểu được rằng công việc mình đang làm đầy thống khổ và chông gai đến chừng nào.
10 tập đầu của bộ phim được phát sóng tại Nhật Bản trên đài TBS và MBS từ tháng 1 đến tháng 3 năm 2011, trong khi 2 tập cuối bị trì hoãn cho đến tháng 4 năm 2011 do ảnh hưởng của động đất và sóng thần Tōhoku 2011. Manga chuyển thể từ anime và nhiều manga spin-off khác đã được xuất bản bởi Houbunsha và được Yen Press cấp phép ở Bắc Mỹ. Phiên bản tiểu thuyết của phim do Nitroplus thực hiện phát hành vào tháng 8 năm 2011, và tạp chí hàng tháng Manga Time Kirara Magica được Houbunsha xuất bản vào tháng 6 năm 2012. Trò chơi điện tử dành cho hệ máy PlayStation Portable phát hành vào tháng 3 năm 2012 và một trò chơi khác dành cho PlayStation Vita phát hành vào tháng 12 năm 2013. Loạt anime điện ảnh bắt đầu với 2 bộ phim tóm tắt lại loạt anime truyền hình, được phát hành vào tháng 10 năm 2012. Phim điện ảnh thứ 3 là phim gốc có tựa đề là Rebellion phát hành vào tháng 10 năm 2013, và bộ phim đóng vai trò là trailer cho dự án mới được trình chiếu vào tháng 12 năm 2015. Trò chơi smartphone Magia Record ra mắt vào tháng 8 năm 2017, và bản anime chuyển thể kéo dài 3 mùa của game do Shaft sản xuất được phát sóng từ tháng 1 năm 2020 đến tháng 4 năm 2022. Tháng 4 năm 2021 có thông báo rằng phần tiếp theo của Rebellion đang trong quá trình sản xuất.
Mahō Shōjo Madoka ☆ Magica được giới phê bình đánh giá cao, họ dành lời khen ngợi cho cốt truyện phức tạp, chất lượng hình ảnh, chủ đề và soundtrack của phim cũng như lối tiếp cận độc đáo không giống với bất kỳ anime thể loại mahō shōjo nào. Bộ phim cũng thành công về mặt thương mại; khi mà mỗi tập đĩa Blu-ray đều bán được hơn 50.000 bản tại Nhật Bản. Bộ phim giành được nhiều giải thưởng, có thể kể đến là Giải thưởng Truyền hình tại Lễ trao giải Animation Kobe lần thứ 16, cũng như 12 Giải thưởng Newtype Anime và Giải thưởng Lớn cho hạng mục phim hoạt hình tại Liên hoan Nghệ thuật Truyền thông Nhật Bản năm 2011.

## Tổng quan

### Sơ lược cốt truyện
Kaname Madoka là một nữ sinh năm 2 bình thường ở trường trung học Mitakihara. Cô có hai người bạn thân là Miki Sayaka và Shizuki Hitomi. Một đêm nọ, cô mơ thấy một giấc mơ kỳ lạ, trong đó có một cô gái đang chiến đấu với ma nữ, sáng hôm sau bỗng có một nữ sinh bí ẩn chuyển đến lớp Madoka, có ngoại hình hệt như cô gái trong giấc mơ của cô - Akemi Homura. Bằng cách nào đó, Homura gần như biết rất rõ về Madoka. Trong lúc đi nghe nhạc cùng Sayaka, cả Madoka và Sayaka đều nghe được tiếng kêu cứu phát ra từ một khu vực vắng người trong trung tâm giải trí. Khi đến nơi phát ra tiếng kêu cứu, Madoka tìm thấy một sinh vật kỳ lạ đang bị thương - Kyubey, đồng thời cô gặp Homura ở đó trong trang phục ma pháp thiếu nữ, Homura đang cố giết Kyubey, vì lẽ đó, Madoka cho rằng Homura là một con người độc ác và lạnh lùng. Sau khi cùng Sayaka bỏ chạy khỏi Homura, cả Madoka và Sayaka lạc vào kết giới của một ma nữ. Trong lúc cả hai sắp bị tấn công, một cô gái đã cứu Madoka và Sayaka, cô gái đó có mái tóc màu vàng cũng mặc bộ đồng phục trường Mitakihara, nhưng là học sinh năm ba - Tomoe Mami. Cô đã biến thân thành một ma pháp thiếu nữ và tấn công ma nữ trước ánh mắt kinh ngạc của Madoka và Sayaka. Sau khi chữa trị cho Kyubey, Kyubey đã yêu cầu cả Madoka và Sayaka trở thành ma pháp thiếu nữ, với một điều ước kèm theo. Cả Madoka và Sayaka đều theo Mami để hiểu hơn về công việc của một ma nữ, và cả hai cảm thấy công việc này rất thú vị sau khi thấy Mami tiêu diệt ma nữ Gertrud, Madoka và Sayaka bắt đầu suy nghĩ về điều ước của mình.
Trong lúc gần như đã quyết định được điều ước, thì ma nữ Charlotte xuất hiện. Mami đã trói Homura lại để tránh Homura can thiệp vào công việc của cô, mặc dù Homura đã khuyên rằng trận chiến này rất nguy hiểm. Mami đã bất chấp chiến đấu một mình, và vì quá chủ quan vào kinh nghiệm của mình nên cô đã bị Charlotte giết chết. Madoka và Sayaka bị dồn vào đường cùng và gần như buộc phải trở thành ma pháp thiếu nữ do Charlotte định tấn công cả hai, Homura đã xuất hiện và tiêu diệt Charlotte, giải thoát cho cả hai. Madoka bắt đầu thấy sợ việc trở thành ma pháp thiếu nữ, dù bản thân cô rất muốn làm gì đó có ích.
Về Sayaka, cô có một cậu bạn tri kỷ, cũng là người cô có tình cảm - Kamijou Kyousuke, là một tay violin tài ba, vì một tai nạn đã khiến cho tay của cậu bị liệt. Sayaka muốn dùng điều ước của mình để giúp cậu, dù có rất nhiều suy nghĩ trái chiều. Trong lúc đó, Madoka lại rơi vào kết giới của ma nữ Elly, và Sayaka đã đến giải thoát cho Madoka trong hình dạng ma pháp thiếu nữ khiến Madoka rất bất ngờ, sau nhiều lần suy nghĩ, Sayaka cũng đã quyết định dùng điều ước của mình cho Kyousuke, cô đã tiêu diệt Elly. Madoka đã đề nghị đi theo Sayaka cùng săn ma nữ. Lần tiếp theo, Sayaka tìm thấy một sứ ma (tsukaima) và muốn tiêu diệt nó, nhưng một ma pháp thiếu nữ bí ẩn khác đã xuất hiện ngăn cản cô, với lý do để cho sứ ma đó giết thêm người và trở thành ma nữ mới có được Grief Seed. Ma pháp thiếu nữ bí ẩn - Sakura Kyouko đã cùng Sayaka đấu một trận sinh tử, và Homura đã đến giải cứu cho Sayaka.
Trong lần tiếp theo Sayaka gặp lại Kyouko, cả hai định tiếp tục đấu một trận sống còn, nhưng Madoka đã ném Soul Gem của Sayaka đi, khiến cô chết tạm thời, lúc này bí mật của Soul Gem được phát hiện khiến Kyouko cũng rất hoảng loạn. Sayaka nghĩ rằng một khi linh hồn cô đã bị tách khỏi xác và biến thành Soul Gem, thì cơ thể cô chỉ còn là cái xác không hồn - không khác với xác sống, không thể đến với Kyousuke. Cô vẫn tiếp tục săn ma nữ, và chiến đấu với ma nữ Elsa Maria một cách điên cuồng, gần như cô không còn biết đau đớn, không còn quan tâm đến cơ thể không hồn của mình và mặc cho Elsa Maria tấn công, cô đáp trả lại Elsa Maria một cách tàn nhẫn. Kyouko cũng đồng cảm với sự hoảng loạn của Sayaka hiện tại, và từ địch thủ cả hai đã trở thành bạn, Kyouko đã kể cho Sayaka nhiều thứ. Sau khi Kyousuke được xuất viện và đi học trở lại, Sayaka biết được cô bạn thân của mình Hitomi cũng rất thích Kyousuke, nghĩ mình không còn xứng đáng có được tình cảm của cậu, Sayaka đã nhường Kyousuke lại cho Hitomi và trở nên suy sụp, Soul Gem của Sayaka bị vấy bẩn rất nhiều nhưng cô không dùng Grief Seed để thanh tẩy nó, mặc cho đến khi Soul Gem trở nên đen kịt, cộng với sự tuyệt vọng và Soul Gem của Sayaka biến thành Grief Seed trước sự chứng kiến của Kyouko, Sayaka trở thành ma nữ Oktavia von Seckendorff, bí mật cuối cùng của Soul Gem đã được phát hiện. Kyouko đã hợp tác với Madoka cứu Sayaka, nhưng không thành công, Kyouko tự sát để được đến bên Sayaka.
Về Homura, Kyubey phát hiện cô có khả năng ngưng đọng và quay ngược thời gian. Việc cô biết rất rõ về Madoka, Kyouko và sự xuất hiện của ma nữ Walpurgis Night sắp tới là kết quả của việc cô quay ngược thời gian nhiều lần. Homura từng là một cô bé nhút nhát chuyển đến lớp Madoka, và được cả Madoka và Mami giải cứu khi đang trên đường về nhà rơi vào kết giới của ma nữ. Lần gặp ma nữ Walpurgis Night, cả Mami và Madoka đều tử nạn, Homura đã dùng điều ước của mình để quay ngược thời gian gặp lại Madoka và trở thành ma pháp thiếu nữ. Cô đã được Mami và Madoka hỗ trợ rất nhiều, nhưng lần gặp lại này Madoka thay vì chết đã trở thành ma nữ trong trận chiến với Walpurgis Night. Homura lại quay ngược thời gian một lần nữa, lần quay ngược này, cả nhóm ma pháp thiếu nữ chứng kiến Sayaka trở thành ma nữ và Homura đã tiêu diệt Sayaka. Mami điên cuồng khi biết rằng ma pháp thiếu nữ trước sau gì cũng sẽ trở thành ma nữ, và bắn nát Soul Gem của Kyouko giết chết cô, định quay sang bắn cả Homura. Madoka đã kịp giết Mami trước khi cô bắn Homura. Chỉ còn lại hai người chiến đấu với Walpurgis Night, và cuối cùng Soul Gem của cả hai đã đen kịt sau trận chiến đó, Madoka đã dùng viên Grief Seed cuối cùng của mình thanh tẩy Soul Gem của Homura, yêu cầu cô quay về quá khứ và cứu Madoka khỏi sự cám dỗ của Kyubey. Thời gian quay ngược một lần nữa, trong trận chiến với Walpurgis Night lần thứ 3, Madoka vẫn bị Kyubey lừa trở thành ma pháp thiếu nữ (giấc mơ của Madoka), và trở thành ma nữ ngay sau khi tiêu diệt Walpurgis Night. Homura quay ngược thời gian một lần nữa, dẫn đến chuỗi thời gian hiện tại. Homura ra sức ngăn cản việc Madoka trở thành ma pháp thiếu nữ, cho đến trận chiến với Walpurgis Night lần thứ 4 thì cô đơn độc một mình chiến đấu và đã thất bại trong việc tiêu diệt Walpurgis Night, biết việc quay ngược thời gian lần nữa là vô dụng, cô đã tuyệt vọng. Madoka cũng quyết định trở thành ma pháp thiếu nữ, với điều ước sẽ không còn ma nữ nào trên thế gian. Madoka trở thành thượng đế, cứu các ma pháp thiếu nữ trên khắp thế giới, đồng nghĩa với cái giá phải trả là cô biến mất khỏi thế gian, khỏi tâm trí của tất cả mọi người. Không còn ai nhớ, biết Kaname Madoka là ai, ngoại trừ hai người: Akemi Homura và Kaname Tatsuya - em trai của Madoka.

## Nhân vật
- Kaname Madoka: Nhân vật chính của bộ anime. Madoka là một nữ sinh bình thường, hoạt bát sôi nổi, ngoại hình đáng yêu, sống một cuộc đời bình lặng giữa gia đình và bạn bè thân yêu. Một ngày nọ cô mơ thấy một giấc mơ kỳ lạ và rồi sáng hôm sau, cô gặp một chú mèo ngoài hành tinh với khả năng ban điều ước cho bất kì ai với thỏa thuận trở thành Puella Magi để bảo vệ hành tinh khỏi những sinh vật được gọi là "ma nữ". Kyubey đã nhìn thấy một tiềm năng ma thuật rất lớn ở Madoka nên đề nghị cô trở thành một ma pháp thiếu nữ. Madoka vốn vẫn luôn cảm thấy mình bất tài, vô dụng nên đã rất hứng thú và muốn lập khế ước với Kyubey. Tuy nhiên, trước khi trở thành ma pháp thiếu nữ, Madoka cần ước một điều để Kyubey đáp ứng. Trong khi đang quyết định điều ước thì cái chết của Mami -một ma pháp thiếu nữ đàn chị- đã khiến cô sợ việc trở thành ma pháp thiếu nữ. Say này, cô đồng ý trở thành ma pháp thiếu nữ. Bộ trang phục của Madoka khi trở thành ma pháp thiếu nữ có màu hồng nhạt, trùng với mái tóc màu hồng của cô. Trong tập cuối của series, cô đã ước xóa sổ sự tồn tại của ma nữ, ước muốn của cô mạnh đến nỗi nó tái thiết toàn bộ vũ trụ và biến cô thành thượng đế, đồng nghĩa với sự tồn tại của cô trên trần gian bị xóa sổ và những người thân quên cô đã từng tồn tại, ngoại trừ người yêu Homura và em trai Tatsuya. Đáng tiếc ở kết phim, Homura kéo Madoka xuống trái đất và biến cô trở lại thành một cô gái bình thường. Năng lực: thay đổi quy luật vũ trụ, tái thiết vũ trụ.
- Akemi Homura: Một cô gái tóc đen xinh đẹp và bí ẩn chuyển tới lớp học của Madoka khi câu chuyện bắt đầu. Homura là cô gái đã xuất hiện trong giấc mơ của Madoka ở đầu phim. Cô dường như đã biết Madoka từ rất lâu và có một tình cảm đặc biệt với Madoka. Bản thân Homura cũng là một ma pháp thiếu nữ dày dạn kinh nghiệm. Không hiểu sao, Homura luôn ra sức tìm cách ngăn Madoka trở thành ma pháp thiếu nữ và cố giết Kyubey để nó không gặp được Madoka. Điều này được Mami lý giải là do cô ta không muốn những ma pháp thiếu nữ mạnh mẽ như Madoka xuất hiện, sẽ cản trở việc giết ma nữ và săn Grief Seed của cô ta, mặc dù sự thật không phải vậy.
- Miki Sayaka: Cô bạn thân thiết từ thuở nhỏ của Madoka. Sayaka là cô gái vui vẻ, mạnh mẽ và luôn trêu chọc Madoka. Sayaka gặp Kyubey cùng với Madoka và cũng muốn làm ma pháp thiếu nữ. Kể cả khi chứng kiến cái chết thảm thương của Mami khi chiến đấu với ma nữ, Sayaka vẫn không thay đổi ý định và trở thành một ma pháp thiếu nữ đi diệt trừ ma nữ. Sayaka thầm yêu cậu bạn thuở nhỏ tên là Kyosuke nên đã dành điều ước của mình để chữa khỏi đôi tay bại liệt cho cậu ta. Song tình cảm của cô không được Kyosuke đáp lại, cộng thêm việc biết sự thật về Soul Gem - nguồn gốc sức mạnh của ma pháp thiếu nữ khiến Sayaka vô cùng suy sụp và rơi vào trạng thái tuyệt vọng. Chính vì thế, Sayaka từ một ma pháp thiếu biến thành ma nữ - điều khiến cho Madoka vô cùng bất ngờ vì Kyubey chưa hề nói chuyện này trước đây.
- Tomoe Mami: Ma pháp thiếu nữ đàn chị, rất dày dạn kinh nghiệm trong cuộc chiến nhưng do bất cẩn nên đã chết khi chiến đấu với ma nữ Charlotte. Trong cuộc sống thường ngày, Mami giống như một tiểu thư với mái tóc xoăn vàng và sở thích ăn bánh ngọt, uống trà tao nhã. Mami sống một mình trong một căn hộ. Cả gia đình cô đã chết trong một vụ tai nạn xe hơi. Để sống sót qua vụ tai nạn, cô đã buộc phải trở thành ma pháp thiếu nữ, sử dụng điều ước cứu sống chính mình. Sau đó, do Mami bận rộn với việc săn ma nữ nên cô không có thời gian kết thân với bạn bè. Mặc dù luôn tỏ vẻ người lớn, cứng cỏi nhưng Mami luôn cảm thấy cô đơn. Mami thừa nhận rằng cô cũng rất sợ hãi khi phải chiến đấu một mình chứ không tự tin và mạnh mẽ như bề ngoài. Mami rất vui khi Madoka nói sẽ sát cánh cùng với cô. Song trong trận chiến ngay sau đó, Mami đã chết. Mami vốn không người thân, bạn bè nên sau đó khi cô không đến lớp cũng không ai để ý. Mãi về sau người ta mới phát hiện ra là cô đã biến mất. Cho dù Mami luôn nỗ lực, mạo hiểm chiến đấu để bảo vệ mọi người, vẫn chẳng một ai hay biết và quan tâm đến cô ngay cả khi cô chết.
- Sakura Kyouko: Một ma pháp thiếu nữ bí ẩn, có cá tính mạnh mẽ, thường xuất hiện kèm với thức ăn vặt. Không rõ cô sống ở đâu, có vẻ cô lang bạt khắp chỗ này đến chỗ khác, cha cô từng là mục sư giảng đạo nhưng không được người dân ủng hộ, Kyouko đã dùng điều ước của mình (làm cho người dân nghe lời giảng đạo của ông) để giúp ông và gia đình cô tan vỡ cũng vì lý do đó (khi biết được sụ thật, ông đã phát điên và giết cả gia đình mình chỉ trừ Kyouko). Ban đầu, Kyouko rất ghét Miki Sayaka vì lý do Sayaka trở thành ma pháp thiếu nữ. Nhưng sau khi Sayaka bị sốc và suy sụp, Kyouko đã ở bên và hết mình động viên Sayaka. Cô có một tình cảm đặc biệt với Sayaka, sau này khi Sayaka trở thành ma nữ, Kyouko dùng mọi cách thức tỉnh Sayaka nhưng không thành công, cuối cùng cô đã tự sát để được đến bên Sayaka.
- Kyubey: Là một loài vật ngoài hành tinh, còn được biết đến với tên "Incubator". Kyubey là "người" đi thực hiện lời hứa với các cô gái và biến họ thành ma pháp thiếu nữ. Kyubey có thể được xem là nhân vật xấu, tuy nếu không có nó, các ma pháp thiếu nữ đã không thể xuất hiện. Hành động của Kyubey có thể được xem là lừa các cô gái trở thành ma pháp thiếu nữ với một điều ước để thu năng lượng. Kyubey là một loài vật không có cảm xúc, sẵn sàng hy sinh các ma pháp thiếu nữ chỉ để hoàn thành nhiệm vụ của mình. Kyubey chỉ được nhìn thấy bởi các ma pháp thiếu nữ, hoặc người có khả năng trở thành ma pháp thiếu nữ, nó có khả năng "ăn" Grief Seed và xem đó cũng là một nhiệm vụ. Kyubey có rất nhiều cơ thể và gần như không thể chết, bằng chứng là nó đã bị Akemi Homura giết nhiều lần. Kyubey rất thân thiết với Tomoe Mami.

#### Nhân vật phụ
- Shizuki Hitomi: Một người bạn thân khác của Madoka và Sayaka. Cô có vẻ rất trang nhã và xinh đẹp, là mục tiêu của nhiều nam sinh trong trường. Cô cũng có tình cảm với Kyosuke và đã thổ lộ trước Sayaka, khiến Sayaka suy sụp, có thể xem cô là một nguyên nhân gián tiếp dẫn đến việc Sayaka trở thành ma nữ.
- Saotome Kazuko: Cô giáo của Madoka và các bạn khác, là một người phụ nữ liên tục bị từ chối chuyện tình cảm, đâm ra lập dị và thường giáo dục luôn cả chuyện tình cảm cho học sinh của mình. Cô cũng là bạn của mẹ Madoka.
- Kaname Tatsuya: Em trai của Madoka, rất đáng yêu. Dường như rất quý chị gái của mình, bằng chứng là ở cuối phim, sau khi Madoka biến mất khỏi thế giới và cả trong tâm trí của mọi người trừ Akemi Homura, Tatsuya vẫn có ký ức, vẫn nhớ và có thể vẽ ra được Madoka.
- Kaname Tomohisa: Bố của Madoka, là một người đàn ông nội trợ đảm đang và rất yêu gia đình của mình.
- Kaname Junko: Mẹ của Madoka, rất yêu sắc đẹp, bà rất quan tâm tới mình và cả Madoka. Bà thường tư vấn tâm lý lẫn ngoại hình cho Madoka, rất yêu gia đình của mình. Là bạn của Saotome Kazuko - cô giáo của Madoka.
- Kamijo Kyousuke: Là người bạn nam thuở nhỏ của Miki Sayaka, cũng là người Sayaka có tình cảm, là một tay violin tài ba. Vì một tai nạn, tay của cậu đã bị liệt không thể cử động được, Sayaka đã dùng điều ước của mình giúp cậu hồi phục đôi tay. Nhưng ngay khi hồi phục và đi học lại bình thường cậu đã chấp nhận tình cảm của Shizuki Hitomi khiến Sayaka suy sụp. Tuy vậy cậu cũng phần nào biết ơn Sayaka, sau khi kéo xong bản violin của mình ở cuối phim, cậu đã nhìn xuống khán đài và tìm kiếm Sayaka.

## Truyền thông

### Anime
Mahō Shōjo Madoka ☆ Magica đã được bắt đầu phát triển sau khi Shinbo Akiyuki bày tỏ ý muốn thực hiện một bộ anime có chủ đề mahō shōjo với nhà sản xuất Iwakami Atsuhiro khi họ đang thực hiện hai tác phẩm Hidamari Sketch và Bakemonogatari. Trong giai đoạn đầu của kế hoạch, Iwakami đã quyết định không áp đặt tiêu chuẩn của các dự án khác cho Shinbo để ông tự do hơn trong việc đạo diễn nghệ thuật. Sau đó Iwakami cũng liên lạc với Urobuchi Gen để mời tham gia vào dự án với vai trò viết kịch bản và Aoki Ume với vai trò thiết kế nhân vật. Puella Magi Madoka Magica đã được công bố trong mục quảng cáo giữa giờ khi các tập của bộ anime Togainu no Chi đang được chiếu. Từ khi đó nhiều mẫu quảng cáo khác đã được phát sóng giới thiệu các nhân vật và diễn viên lồng tiếng. Mười tập đầu tiên đã được phát sóng trên các kênh MBS, TBS và CBC từ ngày 07 tháng 1 đến ngày 11 tháng 3 năm 2011, có sự chênh lệch chậm một tập giữa khu vực Kantō và Kinki. Các tập cũng đã phát miễn phí trên mạng chia sẻ Nico Nico Douga và BIGLOBE một tuần sau khi được chiếu trên truyền hình. Sau sự kiện động đất và sóng thần Tōhoku 2011 thì việc chiếu hai tập còn lại của bộ anime bị hoãn lại. Thông thường tại Nhật Bản, nếu trễ lịch phát sóng thì các bộ anime sẽ không bao giờ có thể được phát sóng hoàn tất nhưng hai tập còn lại của bộ anime này đã được phát sóng vào ngày 22 tháng 4 năm 2011 ở cả hai khu vực.
Phiên bản hộp BD (Blu-ray Disc) và DVD đã được phát hành từ ngày 27 tháng 4 đến ngày 21 tháng 9 năm 2011, phiến bản này đã dự định bắt đầu phát hành từ ngày 30 tháng 3 năm 2011 nhưng bị dời lại do thảm họa. Mỗi hộp có kèm theo một mẫu truyện ngắn theo phong cách yonkoma (4 hình) được thực hiện bởi Aoki Ume và một CD thêm. Shinbo cũng bày tỏ ý định thực hiện một bộ anime tiếp theo bộ anime này nhưng có chủ đề cuộc sống thường ngày. Các drama CD cũng được đính kèm với hộp BD/DVD thứ ba và thứ năm. Hộp BD/DVD thứ sáu phát hành vào ngày 21 tháng 9 năm 2011 có phiên bản nối dài của tập cuối (tập 12). Aniplex đã tuyên bố đăng ký bản quyền phiên bản tiếng Anh và sẽ tiến hành việc phát hành tại thị trường Bắc Mỹ thành ba hộp BD/DVD từ ngày 14 tháng 2 đến ngày 12 tháng 6 năm 2012. Phiên bản giới hạn cũng sẽ được phát hành ở cả hai phiên bản BD và DVD với các đĩa nhạc và một số vật dụng đính kèm.

### Phim anime
Vào tháng 11 năm 2011, trên tạp chí Newtype của Kadokawa Shoten số tháng 12, có thông báo Shaft đang phát triển một dự án phim chiếu rạp gồm ba phần. Hai phim đầu tiên, có tựa đề Hajimari no Monogatari (始まりの物語) và Eien no Monogatari (永遠の物語), tổng hợp từ loạt anime truyền hình có phần lồng tiếng được thu âm lại và một số đồ họa mới. Phim đầu tiên, nội dung từ tám tập đầu tiên của loạt phim truyền hình, được phát hành tại rạp vào ngày 6 tháng 10 năm 2012, trong khi bộ phim thứ hai, nội dung từ bốn tập cuối, được phát hành vào ngày 13 tháng 10 năm 2012. Hai phim đầu tiên được chiếu tại một số địa điểm nhất định ở Hoa Kỳ và bảy quốc gia khác từ tháng 10 năm 2012 đến tháng 2 năm 2013; chúng cũng được chiếu tại Anime Festival Asia từ ngày 10 đến ngày 11 tháng 11 năm 2012, ở Singapore. Hai phim đã được phát hành trên đĩa Blu-ray và DVD vào ngày 30 tháng 7 năm 2013, dưới dạng phiên bản tiêu chuẩn và phiên bản sưu tập, cũng được Aniplex of America nhập khẩu. Phim thứ ba, có tựa đề Hangyaku no Monogatari (叛逆の物語), kể về một câu chuyện mới do Urobuchi sáng tác và là phần tiếp theo của loạt phim truyền hình. Phim được phát hành tại các rạp ở Nhật Bản vào ngày 26 tháng 10 năm 2013. Phim được phát hành ở Bắc Mỹ vào ngày 3 tháng 12 năm 2013. Bộ phim đầu tiên và thứ hai được phát hành lại với bản lồng tiếng Anh vào ngày 15 tháng 7 năm 2014.
Một đoạn phim concept ngắn với một câu chuyện mới, được mô tả là "bảng hình ảnh dựa trên phim", đã được ra mắt tại triển lãm kỷ niệm Madogatari của Shaft vào ngày 27 tháng 11 năm 2015. Giám đốc đại diện và chủ tịch của Shaft, Mitsutoshi Kubota, sau đó đã xác nhận trong một cuộc phỏng vấn trên Newtype rằng từ phim concept này sẽ khởi động một dự án Ma pháp thiếu nữ Madoka Magica mới.
Tại sự kiện kỷ niệm 10 năm được tổ chức vào ngày 25 tháng 4 năm 2021, phần phim tiếp theo của Hangyaku no Monogatari đã được công bố, có tựa đề Warupurugisu no Kaiten (ワルプルギスの廻天). Phim được lên kế hoạch phát hành trong quý 1 năm 2024; tuy nhiên sau đó đã hoãn sang quý 1 năm 2025.

### Manga
Houbunsha đã phát hành ba loạt manga dựa trên thương hiệu này. Loạt manga đầu được thực hiện bởi Hanokage có cốt truyện bám sát theo những gì xảy ra trong bộ anime, loạt manga này có gồm ba tankōbon mỗi tập gồm bốn chương phát hành vào ngày 12 tháng 2, 12 tháng 3 và 30 tháng 5 năm 2011. Yen Press đã đăng ký bản quyền phiên bản tiếng Anh của loạt manga này để phát hành tại thị trường Bắc Mỹ. Loạt manga ngoại truyện có tựa Puella Magi Kazumi Magica: The Innocent Malice (魔法少女かずみ☆マギカ〜The innocent malice〜, Mahō Shōjo Kazumi Magika: The Innocent Malice) được viết bởi Hiramatsu Masaki và minh hoạc bởi Tensugi Takashi đã bắt đầu đăng trên tạp chí Manga Time Kirara Forward từ tháng 3 năm 2011. Loạt manga thứ ba có tựa Puella Magi Oriko Magica (魔法少女おりこ☆マギカ, Mahō Shōjo Oriko Magika) thực hiện bởi Mura Kuroe đã phát hành thành hai tankōbon vào ngày 12 tháng 5 và ngày 12 tháng 6 năm 2011 . Một tuyển tập các mẫu truyện do nhiều tác giả khác nhau thực hiện đã được phát hành vào ngày 12 tháng 9 năm 2011.

### Trò chơi điện tử
Trò chơi điện tử có tên Mahō Shōjo Madoka ☆ Magica Portable (魔法少女まどか☆マギカ ポータブル) được Namco Bandai Games phát triển cho hệ PlayStation Portable thể loại phiêu lưu nhập vai dựa trên thương hiệu này dự tính phát hành vào ngày 15 tháng 3 năm 2012. Urobuchi Gen người viết kịch bản cho bộ anime tại Shaft sẽ đảm nhận phần viết cốt truyện trong khi Tomizawa Yusuke và Doi Yoshinao sẽ đảm nhận phần sản xuất. Trò chơi sẽ được phát hành thành hai phiên bản, phiên bản bình thường với một DVD đình kèm và phiên bản đặc biệt đính kèm với một con búp bê mang hình Madoka cũng như còn đính kèm với một đĩa BD, một túi xách mang hình Kyubey, một khăn tay có hình HomuHomu và một tấm thẻ trong suốt. Một ứng dụng miễn phí dành cho điện thoại thông minh có tên Mami's Heart Pounding Tiro Finale (マミのドキドキティロフィナーレ, Mami no Doki Doki Tiro Fināre) đã được phát hành vào ngày 14 tháng 10 năm 2011. Một trò chơi thể loại bắn súng góc nhìn thứ ba có tựa Puella Magi Madoka Magica TPS featuring Homura Akemi cho hệ điều hành Android đã được phát hành vào ngày 16 tháng 12 năm 2011.
Các trang phục trong Mahō Shōjo Madoka ☆ Magica cũng như trong nhiều bộ anime và manga khác cũng xuất hiện trong Gods Eater Burst trên hệ PSP thông qua một phiên bản mở rộng tải về.

### Âm nhạc
Bộ anime có hai bài hát chủ đề một mở đầu và một kết thúc. Bài hát mở đầu có tựa Connect (コネクト Konekuto) trình bày bởi ClariS, đĩa đơn chứa bài hát này đã phát hành vào ngày 02 tháng 2 năm 2011. Bài hát kết thúc có tựa Magia trình bày bởi Kalafina, đĩa đơn chứa bài hát này đã phát hành vào ngày 16 tháng 2 năm 2011. Hai đĩa đơn này đều có 3 phiên bản, 2 giới hạn và 1 bình thường, một bản giới hạn đính kèm đĩa đoạn phim trình bày nhạc phẩm và một bản giới hạn chứa thêm bản nhạc khác. Trong phiên bản BD/DVD thì bài hát kết thúc của hai tập đầu là bài Mata Ashita (また あした) trình bày bởi Yūki Aoi, và bài hát kết thúc cho tập thứ 9 là bài And I'm Home do Kitamura Eri và Nonaka Ai trình bày, các bài hát thêm này được phát hành chung với các đĩa nhạc đính kèm trong phiên bản BD/DVD đặc biệt. Có tổng cộng 3 đĩa nhạc đính kèm cho hộp phiên bản đặc biệt thứ 2, 4 và 6 của bộ anime, chúng chứa tất cả các bản nhạc dùng trong bộ anime và một số bản nhạc biến tấu khác. Album chứa các bản nhạc dùng trong bộ anime đã phát hành vào ngày 25 tháng 12 năm 2013.
| Connect (コネクト) | Connect (コネクト)                     | Connect (コネクト) |
| STT                | Nhan đề                                | Thời lượng         |
| ------------------ | -------------------------------------- | ------------------ |
| 1.                 | "Connect (コネクト)"                   | 4:32               |
| 2.                 | "Dreamin'"                             | 4:37               |
| 3.                 | "Kimi to Futari (キミとふたり)"        | 4:15               |
| 4.                 | "Connect -TV MIX- (コネクト -TV MIX-)" | 1:33               |
| Tổng thời lượng:   | Tổng thời lượng:                       | 14:57              |

| Connect (コネクト) | Connect (コネクト)                                 | Connect (コネクト) |
| STT                | Nhan đề                                            | Thời lượng         |
| ------------------ | -------------------------------------------------- | ------------------ |
| 1.                 | "Connect (コネクト)"                               | 4:31               |
| 2.                 | "Dreamin'"                                         | 4:37               |
| 3.                 | "Kimi to Futari (キミとふたり)"                    | 4:14               |
| 4.                 | "Connect -Instrumental- (コネクト -Instrumental-)" | 4:26               |
| Tổng thời lượng:   | Tổng thời lượng:                                   | 17:48              |

| Magia            | Magia                    | Magia      |
| STT              | Nhan đề                  | Thời lượng |
| ---------------- | ------------------------ | ---------- |
| 1.               | "Magia"                  | 5:12       |
| 2.               | "snow falling"           | 4:42       |
| 3.               | "Magia ～instrumental～" | 5:09       |
| Tổng thời lượng: | Tổng thời lượng:         | 15:03      |

| Magia            | Magia                    | Magia      |
| STT              | Nhan đề                  | Thời lượng |
| ---------------- | ------------------------ | ---------- |
| 1.               | "Magia"                  | 5:12       |
| 2.               | "Magia ～magic mix～"    | 3:06       |
| 3.               | "Magia ～TV Version～"   | 1:34       |
| 4.               | "Magia ～instrumental～" | 5:09       |
| Tổng thời lượng: | Tổng thời lượng:         | 15:01      |

| Mahou Shoujo Madoka ☆ Magica Original Soundtrack CD Vol.1 (魔法少女まどか☆マギカ オリジナルサウンドトラックCD Vol.1) | Mahou Shoujo Madoka ☆ Magica Original Soundtrack CD Vol.1 (魔法少女まどか☆マギカ オリジナルサウンドトラックCD Vol.1) | Mahou Shoujo Madoka ☆ Magica Original Soundtrack CD Vol.1 (魔法少女まどか☆マギカ オリジナルサウンドトラックCD Vol.1) |
| STT | Nhan đề | Thời lượng |
| --- | --- | --- |
| 1. | "Sis puella magica!"                                                                                                 | 2:48 |
| 2. | "Salve, terrae magicae"                                                                                              | 1:29 |
| 3. | "Gradus prohibitus"                                                                                                  | 3:36 |
| 4. | "Credens justitiam"                                                                                                  | 1:56 |
| 5. | "Clementia" | 1:58 |
| 6. | "Desiderium" | 1:42 |
| 7. | "Conturbatio" | 1:28 |
| 8. | "Postmeridie" | 1:39 |
| 9. | "Puella in somnio"                                                                                                   | 1:57 |
| 10. | "Umbra nigra" | 1:43 |
| 11. | "Terror adhaerens"                                                                                                   | 3:49 |
| 12. | "Scaena felix" | 1:50 |
| 13. | "Pugna cum maga" | 2:15 |
| Tổng thời lượng: | Tổng thời lượng: | 28:10 |

| Mahou Shoujo Madoka ☆ Magica Original Soundtrack CD Vol.2 (魔法少女まどか☆マギカ オリジナルサウンドトラックCD Vol.2) | Mahou Shoujo Madoka ☆ Magica Original Soundtrack CD Vol.2 (魔法少女まどか☆マギカ オリジナルサウンドトラックCD Vol.2) | Mahou Shoujo Madoka ☆ Magica Original Soundtrack CD Vol.2 (魔法少女まどか☆マギカ オリジナルサウンドトラックCD Vol.2) |
| STT | Nhan đề | Thời lượng |
| --- | --- | --- |
| 1. | "Decretum" | 1:49 |
| 2. | "Agmen clientum" | 1:44 |
| 3. | "Venari strigas" | 2:47 |
| 4. | "Signum malum" | 1:47 |
| 5. | "Amicae carae meae"                                                                                                  | 2:02 |
| 6. | "Incertus" | 1:40 |
| 7. | "Inevitabilis" | 1:55 |
| 8. | "Serena ira" | 2:01 |
| 9. | "Anima mala" | 1:44 |
| 10. | "Pugna infinita" | 1:55 |
| 11. | "Vocalise Op.34 no.14"                                                                                               | 3:37 |
| 12. | "Ave Maria" | 4:49 |
| Tổng thời lượng: | Tổng thời lượng: | 27:50 |

| Mahou Shoujo Madoka ☆ Magica Original Soundtrack CD Vol.3 (魔法少女まどか☆マギカ オリジナルサウンドトラックCD Vol.3) | Mahou Shoujo Madoka ☆ Magica Original Soundtrack CD Vol.3 (魔法少女まどか☆マギカ オリジナルサウンドトラックCD Vol.3) | Mahou Shoujo Madoka ☆ Magica Original Soundtrack CD Vol.3 (魔法少女まどか☆マギカ オリジナルサウンドトラックCD Vol.3) |
| STT | Nhan đề | Thời lượng |
| --- | --- | --- |
| 1. | "Numquam vincar" | 2:07 |
| 2. | "Quamobrem?" | 1:31 |
| 3. | "Cor destructum" | 1:28 |
| 4. | "Surgam identidem"                                                                                                   | 3:36 |
| 5. | "Confessio" | 1:49 |
| 6. | "Sagitta luminis" | 5:43 |
| 7. | "Nux Walpurgis" | 2:34 |
| 8. | "Cubilulum album" | 2:19 |
| 9. | "Taenia memoriae" | 2:11 |
| 10. | "La Fille aux Cheveux de Lin"                                                                                        | 2:34 |
| 11. | "Symposium magarum"                                                                                                  | 1:47 |
| 12. | "Pergo pugnare" | 2:19 |
| 13. | "Connect -Game Instrumental-"                                                                                        | 1:34 |
| Tổng thời lượng: | Tổng thời lượng: | 31:32 |

| Mahou Shoujo Madoka ☆ Magica Music Collection (魔法少女まどか☆マギカ Music Collection) | Mahou Shoujo Madoka ☆ Magica Music Collection (魔法少女まどか☆マギカ Music Collection) | Mahou Shoujo Madoka ☆ Magica Music Collection (魔法少女まどか☆マギカ Music Collection) |
| STT                                                                                    | Nhan đề                                                                                | Thời lượng                                                                             |
| -------------------------------------------------------------------------------------- | -------------------------------------------------------------------------------------- | -------------------------------------------------------------------------------------- |
| 1.                                                                                     | "prelude to Act 1"                                                                     | 6:11                                                                                   |
| 2.                                                                                     | "Scaena felix"                                                                         | 1:51                                                                                   |
| 3.                                                                                     | "Postmeridie"                                                                          | 1:40                                                                                   |
| 4.                                                                                     | "Conturbatio"                                                                          | 1:29                                                                                   |
| 5.                                                                                     | "Puella in somnio"                                                                     | 1:58                                                                                   |
| 6.                                                                                     | "Salve, terrae magicae"                                                                | 1:31                                                                                   |
| 7.                                                                                     | "Desiderium"                                                                           | 1:42                                                                                   |
| 8.                                                                                     | "Gradus prohibitus"                                                                    | 3:36                                                                                   |
| 9.                                                                                     | "Credens justitiam"                                                                    | 1:57                                                                                   |
| 10.                                                                                    | "Sis puella magica!"                                                                   | 2:49                                                                                   |
| 11.                                                                                    | "Inevitabilis"                                                                         | 1:55                                                                                   |
| 12.                                                                                    | "Pugna cum maga"                                                                       | 2:17                                                                                   |
| 13.                                                                                    | "Vocalise Op. 34 no. 14"                                                               | 3:37                                                                                   |
| 14.                                                                                    | "Umbra nigra"                                                                          | 1:45                                                                                   |
| 15.                                                                                    | "Venari strigas"                                                                       | 2:47                                                                                   |
| 16.                                                                                    | "Agmen clientum"                                                                       | 1:45                                                                                   |
| 17.                                                                                    | "Signum malum"                                                                         | 1:47                                                                                   |
| 18.                                                                                    | "Serena ira"                                                                           | 2:02                                                                                   |
| 19.                                                                                    | "Incertus"                                                                             | 1:40                                                                                   |
| 20.                                                                                    | "Ave Maria"                                                                            | 4:48                                                                                   |
| 21.                                                                                    | "Decretum"                                                                             | 1:50                                                                                   |
| 22.                                                                                    | "Anima mala"                                                                           | 1:46                                                                                   |
| 23.                                                                                    | "Mata Ashita"                                                                          | 4:24                                                                                   |
| 24.                                                                                    | "and I'm home"                                                                         | 3:03                                                                                   |
| 25.                                                                                    | "Connect -Game Instrumental-"                                                          | 1:35                                                                                   |
| 26.                                                                                    | "prelude to Act 2"                                                                     | 2:40                                                                                   |
| 27.                                                                                    | "Amicae carae meae"                                                                    | 2:01                                                                                   |
| 28.                                                                                    | "Clementia"                                                                            | 1:58                                                                                   |
| 29.                                                                                    | "La Fille aux Cheveux de Lin"                                                          | 2:34                                                                                   |
| 30.                                                                                    | "Pugna infinita"                                                                       | 1:56                                                                                   |
| 31.                                                                                    | "Confessio"                                                                            | 1:49                                                                                   |
| 32.                                                                                    | "Cor destructum"                                                                       | 1:28                                                                                   |
| 33.                                                                                    | "Terror adhaerens"                                                                     | 3:49                                                                                   |
| 34.                                                                                    | "Symposium magarum"                                                                    | 1:46                                                                                   |
| 35.                                                                                    | "Numquam vincar"                                                                       | 2:08                                                                                   |
| 36.                                                                                    | "Quamobrem?"                                                                           | 1:31                                                                                   |
| 37.                                                                                    | "Surgam identidem"                                                                     | 3:36                                                                                   |
| 38.                                                                                    | "Nux Walpurgis"                                                                        | 2:34                                                                                   |
| 39.                                                                                    | "Sagitta luminis"                                                                      | 5:44                                                                                   |
| 40.                                                                                    | "Cubilulum album"                                                                      | 2:21                                                                                   |
| 41.                                                                                    | "Taenia memoriae"                                                                      | 2:12                                                                                   |
| 42.                                                                                    | "Pergo pugnare"                                                                        | 2:13                                                                                   |
| 43.                                                                                    | "Connect"                                                                              | 4:31                                                                                   |
| 44.                                                                                    | "Magia"                                                                                | 5:17                                                                                   |
| 45.                                                                                    | "Numquam vincar (Live ver.)"                                                           | 6:37                                                                                   |
| Tổng thời lượng:                                                                       | Tổng thời lượng:                                                                       | 2:00:30                                                                                |

Phim anime Hajimari no Monogatari có hai bài hát chủ đề, một mở đầu và một kết thúc. Bài hát mở đầu có tên Luminous (ルミナス) do ClariS trình bày và bài hát kết thúc có tên Magia[quattro] do Kalafina trình bày. Phim anime Eien no Monogatari cũng có hai bài hát chủ đề, bài hát mở đầu là bài Luminous (ルミナス) do ClariS trình bày và bài hát kết thúc là bài Hikari Furu (ひかりふる) do Kalafina trình bày. Đĩa đơn chứa hai bài hát mở đầu đã phát hành vào ngày 10 tháng 10 năm 2012 với 3 phiên bản, 2 giới hạn và 1 bình thường, một bản giới hạn đính kèm đĩa đoạn phim trình bày nhạc phẩm và một bản giới hạn chứa thêm bản nhạc khác. Đĩa đơn chứa hai bài hát kết thúc đã phát hành vào ngày 24 tháng 10 năm 2012 với 4 phiên bản, 3 giới hạn và 1 bình thường, hai bản giới hạn đính kèm đĩa BD hoặc DVD chứa đoạn phim trình bày nhạc phẩm và một bản giới hạn chứa thêm bản nhạc khác. Album chứa các bản nhạc dùng trong hai phim đã phát hành vào ngày 24 tháng 7 năm 2013 dưới dạng đính kèm phiên bản giới hạ của bộ hộp BD chứa hai phim này.
| Luminous (ルミナス) | Luminous (ルミナス)                                 | Luminous (ルミナス) |
| STT                 | Nhan đề                                             | Thời lượng          |
| ------------------- | --------------------------------------------------- | ------------------- |
| 1.                  | "Luminous (ルミナス)"                               | 4:11                |
| 2.                  | "Friends"                                           | 3:51                |
| 3.                  | "blossom"                                           | 4:08                |
| 4.                  | "Luminous -instrumental- (ルミナス -instrumental-)" | 4:11                |
| Tổng thời lượng:    | Tổng thời lượng:                                    | 16:22               |

| Luminous (ルミナス) | Luminous (ルミナス)                                                              | Luminous (ルミナス) |
| STT                 | Nhan đề                                                                          | Thời lượng          |
| ------------------- | -------------------------------------------------------------------------------- | ------------------- |
| 1.                  | "Luminous (ルミナス)"                                                            | 4:11                |
| 2.                  | "Friends"                                                                        | 3:51                |
| 3.                  | "blossom"                                                                        | 4:08                |
| 4.                  | "Luminous -movie MIX- (ルミナス -movie MIX-)"                                    | 1:46                |
| 5.                  | "Connect -Orchestra ver.- (short EDIT) (コネクト -Orchestra ver.- (short EDIT))" | 1:37                |
| Tổng thời lượng:    | Tổng thời lượng:                                                                 | 15:35               |

| Hikari Furu (ひかりふる) | Hikari Furu (ひかりふる)                                   | Hikari Furu (ひかりふる) |
| STT                      | Nhan đề                                                    | Thời lượng               |
| ------------------------ | ---------------------------------------------------------- | ------------------------ |
| 1.                       | "Hikari Furu (ひかりふる)"                                 | 4:51                     |
| 2.                       | "Mirai (未来)"                                             | 4:32                     |
| 3.                       | "Magia[quattro]"                                           | 5:16                     |
| 4.                       | "Hikari Furu ~instrumental~ (ひかりふる ～instrumental～)" | 4:51                     |
| Tổng thời lượng:         | Tổng thời lượng:                                           | 19:32                    |

| Hikari Furu (ひかりふる) | Hikari Furu (ひかりふる)                                   | Hikari Furu (ひかりふる) |
| STT                      | Nhan đề                                                    | Thời lượng               |
| ------------------------ | ---------------------------------------------------------- | ------------------------ |
| 1.                       | "Hikari Furu (ひかりふる)"                                 | 4:51                     |
| 2.                       | "Mirai (未来)"                                             | 4:32                     |
| 3.                       | "Magia[quattro]"                                           | 5:16                     |
| 4.                       | "Hikari Furu ~instrumental~ (ひかりふる ～instrumental～)" | 4:51                     |
| 5.                       | "Mirai ~instrumental~ (未来 ～instrumental～)"             | 4:32                     |
| 6.                       | "Magia[quattro] ～instrumental～"                          | 5:14                     |
| Tổng thời lượng:         | Tổng thời lượng:                                           | 29:19                    |

| Gekijouban Mahou Shoujo Madoka ☆ Magica ORIGINAL SOUNDTRACK (劇場版 魔法少女まどか☆マギカ ORIGINAL SOUNDTRACK) | Gekijouban Mahou Shoujo Madoka ☆ Magica ORIGINAL SOUNDTRACK (劇場版 魔法少女まどか☆マギカ ORIGINAL SOUNDTRACK) | Gekijouban Mahou Shoujo Madoka ☆ Magica ORIGINAL SOUNDTRACK (劇場版 魔法少女まどか☆マギカ ORIGINAL SOUNDTRACK) |
| STT | Nhan đề | Thời lượng |
| --- | --- | --- |
| 1. | "encounter" | 0:51 |
| 2. | "warning #1"                                                                                                   | 1:09 |
| 3. | "warning #2"                                                                                                   | 1:00 |
| 4. | "odd world #1"                                                                                                 | 0:42 |
| 5. | "odd world #2"                                                                                                 | 1:34 |
| 6. | "no more fear"                                                                                                 | 1:13 |
| 7. | "wo ist die Käse?"                                                                                             | 0:49 |
| 8. | "short action"                                                                                                 | 0:55 |
| 9. | "fateful #1"                                                                                                   | 2:45 |
| 10. | "something unusual"                                                                                            | 1:28 |
| 11. | "crises happening"                                                                                             | 1:14 |
| 12. | "witch world #1"                                                                                               | 1:35 |
| 13. | "odd world #3"                                                                                                 | 1:08 |
| 14. | "wicked" | 1:24 |
| 15. | "a human bullet"                                                                                               | 1:46 |
| 16. | "mother and daughter"                                                                                          | 2:28 |
| 17. | "touch-and-go"                                                                                                 | 1:30 |
| 18. | "fateful #2"                                                                                                   | 1:49 |
| 19. | "she has a past"                                                                                               | 1:50 |
| 20. | "she has a heart"                                                                                              | 2:03 |
| 21. | "complicated mind"                                                                                             | 0:42 |
| 22. | "wounded feeling"                                                                                              | 1:37 |
| 23. | "witch world #2"                                                                                               | 2:09 |
| 24. | "collapse" | 0:48 |
| 25. | "fateful #3"                                                                                                   | 2:01 |
| 26. | "deep in grief"                                                                                                | 1:07 |
| 27. | "threatening"                                                                                                  | 0:42 |
| 28. | "she is a witch"                                                                                               | 1:41 |
| 29. | "fateful #4"                                                                                                   | 1:30 |
| 30. | "facing the truth #1"                                                                                          | 3:12 |
| 31. | "I'll be with you"                                                                                             | 1:26 |
| 32. | "I miss you"                                                                                                   | 3:02 |
| 33. | "time-manipulation"                                                                                            | 2:05 |
| 34. | "facing the truth #2"                                                                                          | 2:12 |
| 35. | "her wings" | 2:45 |
| 36. | "rebirth" | 1:07 |
| 37. | "for the next episode"                                                                                         | 1:20 |
| Tổng thời lượng:                                                                                               | Tổng thời lượng:                                                                                               | 58:39 |

Phim anime Hangyaku no Monogatari có hai bài hát chủ đề, một mở đầu và một kết thúc. Bài hát mở đầu có tựa Colorful (カラフル) do ClariS trình bày, đĩa đơn chứa bài hát đã phát hành vào ngày 30 tháng 10 năm 2013 với 3 phiên bản, 2 giới hạn và 1 bình thường, một bản giới hạn đính kèm đĩa đoạn phim trình bày nhạc phẩm và một bản giới hạn chứa thêm bản nhạc khác. Bài hát kết túc có tựa Kimi no Gin no Niwa (君の銀の庭) do Kalafina trình bày, đĩa đơn chứa bài hát đã phát hành vào ngày 06 tháng 11 năm 2013 với 4 phiên bản, 3 giới hạn và 1 bình thường, hai bản giới hạn đính kèm đĩa BD hoặc DVD chứa đoạn phim trình bày nhạc phẩm và một bản giới hạn đính kèm các danh thiếp. Album chứa các bài hát đã phát hành vào ngày 02 tháng 4 năm 2014 dưới dạng đính kèm phiên bản BD giới hạn của phim.
| Colorful (カラフル) | Colorful (カラフル)                                 | Colorful (カラフル) |
| STT                 | Nhan đề                                             | Thời lượng          |
| ------------------- | --------------------------------------------------- | ------------------- |
| 1.                  | "Colorful (カラフル)"                               | 4:33                |
| 2.                  | "Surely"                                            | 4:21                |
| 3.                  | "Pieces"                                            | 4:18                |
| 4.                  | "Colorful -Instrumental- (カラフル -Instrumental-)" | 4:30                |
| Tổng thời lượng:    | Tổng thời lượng:                                    | 17:42               |

| Colorful (カラフル) | Colorful (カラフル)                           | Colorful (カラフル) |
| STT                 | Nhan đề                                       | Thời lượng          |
| ------------------- | --------------------------------------------- | ------------------- |
| 1.                  | "Colorful (カラフル)"                         | 4:33                |
| 2.                  | "Surely"                                      | 4:21                |
| 3.                  | "Pieces"                                      | 4:18                |
| 4.                  | "Colorful -movie MIX- (カラフル -movie MIX-)" | 1:35                |
| Tổng thời lượng:    | Tổng thời lượng:                              | 14:47               |

| Kimi no Gin no Niwa (君の銀の庭) | Kimi no Gin no Niwa (君の銀の庭)                                   | Kimi no Gin no Niwa (君の銀の庭) |
| STT                              | Nhan đề                                                            | Thời lượng                       |
| -------------------------------- | ------------------------------------------------------------------ | -------------------------------- |
| 1.                               | "Kimi no Gin no Niwa (君の銀の庭)"                                 | 5:07                             |
| 2.                               | "misterioso"                                                       | 4:02                             |
| 3.                               | "Tsuioku (追憶)"                                                   | 4:37                             |
| 4.                               | "Kimi no Gin no Niwa ~instrumental~ (君の銀の庭 ～instrumental～)" | 5:06                             |
| Tổng thời lượng:                 | Tổng thời lượng:                                                   | 18:52                            |

| Gekijouban Mahou Shoujo Madoka ☆ Magica [Shinpen] Hangyaku no Monogatari Original Soundtrack (劇場版 魔法少女まどか☆マギカ ［新編］叛逆の物語 オリジナルサウンドトラック) | Gekijouban Mahou Shoujo Madoka ☆ Magica [Shinpen] Hangyaku no Monogatari Original Soundtrack (劇場版 魔法少女まどか☆マギカ ［新編］叛逆の物語 オリジナルサウンドトラック) | Gekijouban Mahou Shoujo Madoka ☆ Magica [Shinpen] Hangyaku no Monogatari Original Soundtrack (劇場版 魔法少女まどか☆マギカ ［新編］叛逆の物語 オリジナルサウンドトラック) |
| STT | Nhan đề | Thời lượng |
| --- | --- | --- |
| 1. | "once we were" | 1:10 |
| 2. | "nightmare ballet" | 1:56 |
| 3. | "Mada dame yo (まだダメよ)" | 0:59 |
| 4. | "nice to meet you" | 1:17 |
| 5. | "nothing special, but so special" | 1:10 |
| 6. | "nightmare!!" | 0:32 |
| 7. | "Holly Quintet" | 2:52 |
| 8. | "one for all" | 1:30 |
| 9. | "he is..." | 1:06 |
| 10. | "the battlle is over" | 0:54 |
| 11. | "doubt" | 1:40 |
| 12. | "something, everything is wrong" | 2:43 |
| 13. | "raise the curtain" | 1:14 |
| 14. | "never get there" | 2:31 |
| 15. | "I remember" | 0:41 |
| 16. | "face the truth" | 1:37 |
| 17. | "doubt #2" | 2:29 |
| 18. | "gonna fight with me" | 1:12 |
| 19. | "absolute configuration" | 2:47 |
| 20. | "her decision" | 0:55 |
| 21. | "where is the truth?" | 1:01 |
| 22. | "pulling my own weight" | 1:59 |
| 23. | "another episode" | 1:29 |
| 24. | "wanna destroy?" | 1:05 |
| 25. | "dream world" | 1:55 |
| 26. | "never leave you alone" | 4:57 |
| 27. | "this is the truth" | 1:25 |
| 28. | "flame of despair" | 2:01 |
| 29. | "now he is" | 0:58 |
| 30. | "you are here" | 1:51 |
| 31. | "experimentation" | 2:15 |
| 32. | "Noi!" | 1:01 |
| 33. | "the worst ending" | 1:36 |
| 34. | "I cursed myself" | 2:11 |
| 35. | "this is my despair" | 1:40 |
| 36. | "theater of a witch" | 0:48 |
| 37. | "we're here for you" | 2:26 |
| 38. | "take your hands" | 1:48 |
| 39. | "wings of relief" | 2:03 |
| 40. | "I was waiting for this moment" | 1:50 |
| 41. | "her new wings" | 2:49 |
| 42. | "solve the riddle" | 1:40 |
| 43. | "I think this world is precious" | 1:54 |
| 44. | "happy ending" | 0:47 |
| 45. | "not yet" | 1:08 |

### Drama CD
Có 3 đĩa drama CD được phát hành để đính kèm với các hộp phiên bản BD/DVD đặc biệt thứ 1, 3 và 5 của bộ anime.

### Khác
Nitroplus đã tiến hành xuất bản các chuyển thể tiểu thuyết do Ninomae Hajime thực hiện và Yūpon minh họa rừ ngày 14 tháng 8 năm 2011. Các tập tiểu thuyết này đã có thể được đặc trước tại sự kiện Comiket 80 diễn ta ngày 12 tháng 8 năm 2011. Một quyển sách được thực hiện dựa trên phong cách nghệ thuật của Urobuchi Gen dùng cho bộ có tựa Puella Magi Madoka Magica: The Beginning Story đã phát hành vào tháng 11 năm 2011.
Các mẫu truyện theo phong cách bốn hình do Aoki Ume thiết kế nhân vật đã được phát hành thành các tập sách nhỏ đính kèm với phiên bản DVD/BD giới hạn của bộ anime. Bộ truyện này tập trung vào sự hài hước và châm biếm chứ không giống như cốt truyện bộ anime vốn khá nặng nề. Một quyển sách hướng dẫn 128 trang với các thông tin, hình ảnh, hình vẽ phác thảo các nhân vật cũng như chứa các bài phỏng vấn nhóm thực hiện bộ anime đã phát hành vào ngày 27 tháng 8 năm 2011.

## Đón nhận

### Danh hiệu
Bộ anime đã nhận giải thưởng truyền hình tại lễ trao giải Animation Kobe lần thứ 16 cũng như thắng 12 giải tại lễ trao giải phim hoạt hình NewType và giành giải thưởng lớn dành cho phim hoạt hình tại Liên hoan Nghệ thuật Truyền thông Nhật Bản năm 2011.

### Doanh thu
Hộp phiên bản BD đầu đã bán được 53.000 bản trong tuần đầu phát hành, 22.000 bản đã được tiêu thụ trong ngày đầu phát hành phá kỷ lục trước đó của hộp BD thứ sáu của bộ anime Bakemonogatari. Hộp phiên bản BD thứ hai đã bán được 54.000 bản phá kỷ lục của hộp BD trước đó. Các hộp BD phát hành sau đó đều bán được hơn 50.000 bản trong tuần đầu phát hành. Theo thống kê tại Nico Nico Douga thì toàn bộ anime đã có 1 triệu lượt người xem trên trang mạng này tính đến ngày 18 tháng 6 năm 2011 vượt qua kỷ lục trước đó của Lucky ☆ Star tại trang mạng này.